# Pleasant Ridge Township (Missouri)
Pleasant Ridge Township est un township du comté de Barry dans le Missouri, aux États-Unis,. En 2000, le township comptait une population de 429 habitants. Fondé en 1887, il est baptisé en référence à une crête présente dans le township.

## Source de la traduction
- (en) Cet article est partiellement ou en totalité issu de l’article de Wikipédia en anglais intitulé « Pleasant Ridge Township, Barry County, Missouri » (voir la liste des auteurs).